# 本荘村 (京都府)
本荘村（ほんじょうむら）は、京都府船井郡にあった村。現在の南丹市八木町の中心部の東方、桂川の対岸にあたる。

## 地理
- 山岳：多国山
- 河川：桂川

## 歴史
- 1889年（明治22年）4月1日 - 町村制の施行により、青戸村・西田村・観音寺村・屋賀村・北屋賀村の区域をもって発足。
- 1894年（明治27年）10月10日 - 富庄村と合併して富本村が発足。同日本荘村廃止。